# Koberger Moor
Koberger Moor este o arie protejată (arie specială de conservare — SAC, sit de importanță comunitară — SCI) din Germania întinsă pe o suprafață de 100 ha, integral pe uscat.

## Localizare
Centrul sitului Koberger Moor este situat la coordonatele 53°38′56″N 10°30′48″E / 53.6489°N 10.5133°E.

## Înființare
Situl Koberger Moor a fost declarat sit de importanță comunitară în septembrie 2004 pentru a proteja 1 specie de animale. Situl a fost protejat și ca arie specială de conservare în ianuarie 2010.

## Biodiversitate
Situată în ecoregiunea continentală, aria protejată conține 1 habitat natural: Mlaștini oligotrofe degradate, capabile încă de regenerare naturală.
La baza desemnării sitului se află o specie protejată de  păsări: Grus grus grus
Pe lângă speciile protejate, pe teritoriul sitului au mai fost identificate 2 specii de amfibieni.